# Mayab

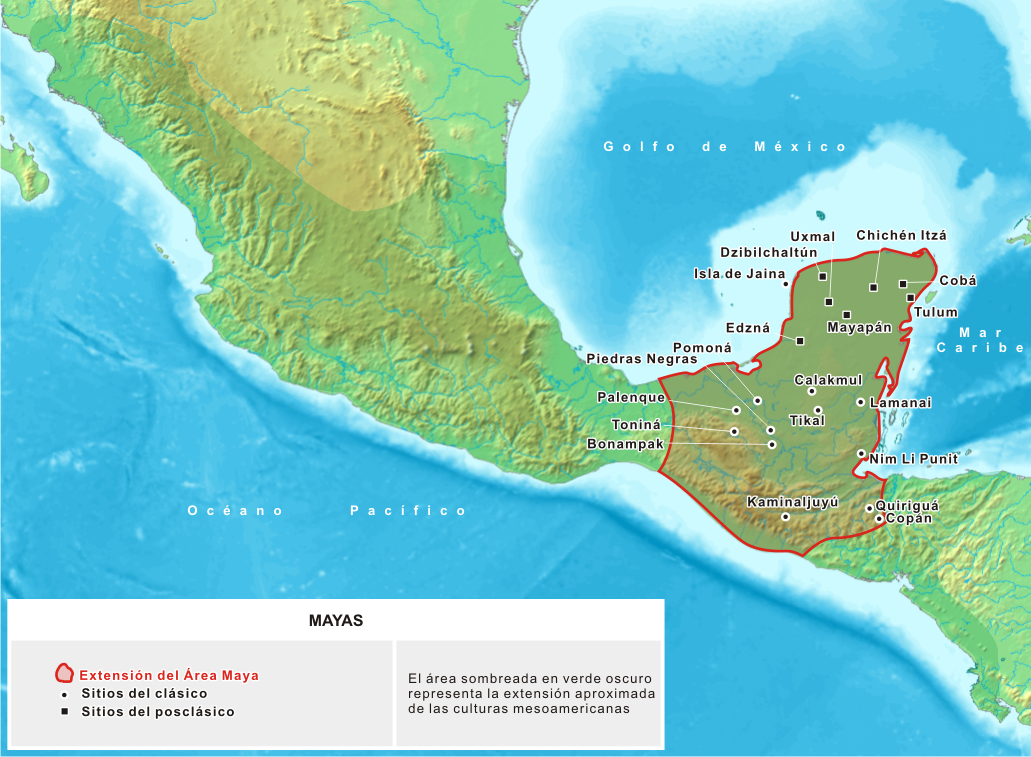
Región de los antiguos mayas en Mesoamérica. Corresponde a la porción de la región señalada en la imagen.

Mayab es el nombre original de la península de Yucatán en idioma maya. Así se llamó, antes de la conquista por los españoles, el ámbito geográfico que hoy se denomina península de Yucatán ubicado en la parte oriental de Mesoamérica. Fue un reducto territorial en el que se desarrolló, probablemente por más de un milenio, el pueblo y la cultura maya.
La enciclopedia Yucatán en el tiempo, coincide con la versión de que Mayab es el nombre original maya de la región peninsular que hoy se conoce como Yucatán y ofrece la referencia del reconocido diccionario de Juan Pío Pérez.

## Primera época: chanes-itzáes
La historia del Mayab, es la historia antigua de Yucatán, sin que esto deba confundirse con la más larga historia de la civilización maya, ya que esta emigró hacia la península de Yucatán, en el norte de sus viejos territorios originales, solamente a partir del denominado periodo clásico, desarrollándose a plenitud en ese territorio peninsular -para después declinar- en el período posclásico, a partir del año 900, hasta antes del siglo siglo XVI. Ni tampoco que el Mayab, como ámbito geográfico, que no entidad geopolítica, esté relacionado únicamente con lo que hoy es el estado mexicano de Yucatán.
Lo anterior no significa que, como ha quedado arqueológicamente demostrado, no haya habido tránsito de grupos mayas provenientes principalmente del Petén en épocas anteriores al periodo clásico, esto es, en el periodo preclásico. En efecto, antes del clásico se dieron diversos asentamientos del pueblo maya en el norte de la península de Yucatán, pero no sólo no fueron tan importantes numéricamente hablando, sino que culturalmente no representaron lo que se dio a partir de la llegada del grupo maya chontal de los chanes encabezados por su jefe Holón Chan (halach uinik) y Zamná (sacerdote) en el siglo VI.
Según el historiador Juan Francisco Molina Solís, los chanes (después llamados itzaes) se establecieron en Bacalar, hoy Quintana Roo, estado oriental de México, «durante la primera bajada, o bajada pequeña del oriente, que mencionan las crónicas» hacia el año 320 d. C. Dos siglos después, hacia el año 525 d. C., comenzaron a emigrar hacia el poniente de la península para establecerse primero en Chichén Itzá, y después fundar otras ciudades: Izamal, T'Hó (hoy Mérida), Motul, Champotón.

## Época tardía: el posclásico
Fueron sucesores de los itzaes, los cocomes, quienes después fundaron Mayapán para finalmente enfrentarse al grupo que llegó tardíamente a la península, posiblemente provenientes del poniente, por el litoral del golfo de México, los xiues, quienes trajeron consigo un gran bagaje de influencia tolteca, que permeó finalmente en la región. Este último pueblo fue el que finalmente prevaleció en la región y el que mayoritariamente se enfrentó a los españoles cuando estos llegaron a conquistar el territorio.

División de cacicazgos o kuchkabales mayas en el Mayab a la llegada de los españoles según Ralph L. Roys

Antes de la llegada de los españoles pues, se desarrollaron grandes centros urbanos mayas en el Mayab. Aunque cada ciudad tenía autogobierno y fuerza militar (con similar organización a las polis griegas) y aunque con frecuencia en pugna, todos integraron el Mayab. En la península las tres ciudades principales fueron, aparte de Chichén Itzá, Uxmal y Mayapán. Estas formaron la Liga de Mayapán que era una especie de confederación para tener apoyo mutuo en cuanto a comercio y defensa de sus fronteras.
El poder alcanzado por la triple alianza duró poco, pues Hunac Ceel Cauich, señor de Mayapán, peleó y derrotó a Chac Xib Chac de Chichén-Itzá, cuyos caciques y población huyeron para establecerse nuevamente en el lugar de donde habían venido sus antepasados casi mil años antes, en el lago Petén-Itzá, al norte de Guatemala, según el relato del Chilam Balam de Chumayel.

## El nombre de Yucatán
El nombre "Yucatán" asignado a la península se originó durante las primeras exploraciones de los conquistadores. Son fidedignas las versiones que coinciden en que este nombre habría resultado de una confusión entre los  habitantes mayas y los primeros exploradores españoles hacia 1517:
- Según una de ellas todo fue consecuencia de que un explorador hispano interpelando a un indígena maya quiso saber el nombre de la región. El indígena probablemente le respondió Maꞌanaatik ka tꞌaan que en idioma maya yucateco significa no entiendo tu hablar o no te comprendo.
- También se dice que los españoles dieron el nombre de Yucatán a la región porque los mayas contestaban a sus preguntas con la frase uh yu ka tꞌaan, que en maya significa oye como hablan, y los españoles entendieron Yucatán.
- Otras versiones indican que Yucatán proviene del maya Ci u tꞌaan, que significa no entiendo.

En cualquier caso los hispanos entendían algo parecido al vocablo Yucatán que hoy denomina e esta región peninsular y al estado mexicano del mismo nombre.
Es probable que el primer narrador de la versión del "no te entiendo" fuera fray Toribio de Benavente Motolinía, que al final del capítulo 8 del Tratado III de su Historia de los indios de la Nueva España dice: 

"porque hablando con aquellos Indios de aquella costa, a lo que los españoles preguntaban los Indios respondían: «Tectetán, Tectetán», que quiere decir: «No te entiendo, no te entiendo»: los cristianos corrompieron el vocablo, y no entendiendo lo que los Indios decían, dijeron: «Yucatán se llama esta tierra»; y lo mismo fue en un cabo que allí hacía la tierra, al cual también llamaron cabo de Cotoch; y Cotoch en aquella lengua quiere decir casa".

Por su lado, el fraile franciscano Diego de Landa, quien fue obispo de Yucatán, en su Relación de las cosas de Yucatán escrita en 1566, refiere textualmente:

"...Que cuando Francisco Hernández de Córdoba llegó a esta tierra saltando en la punta que él llamó cabo de Cotoch, halló ciertos pescadores indios y les preguntó qué tierra era aquella, y que le respondieron cotoch, que quiere decir nuestras casas y nuestra patria, y que por eso se puso ese nombre a aquella punta, y que preguntándoles más por señas que cómo era suya aquella tierra, respondieron kiuthán, que quiere decir dícenlo; y que los españoles la llamaron Yucatán, y que esto se entendió de uno de los conquistadores viejos llamado Blas Hernández que fue con el Adelantado la primera vez..."

Bernal Díaz del Castillo, en su Historia verdadera de la conquista de la Nueva España, afirma que la palabra "Yucatán" como tal no existe en la lengua maya aunque ha tratado de vincularse con la yuca, un tubérculo que contribuyó a la alimentación básica del pueblo maya conforme ha quedado de manifiesto en estudios arqueológicos recientes y refiere que fue Mayab el nombre que los mayas de la región dieron al territorio que habitaron antes de la llegada de los conquistadores europeos.